# 激进公民联盟
激进公民联盟是阿根廷的一个中间派反對庇隆主義的古典激进主义政党，與另一政黨庇隆主義正義黨為阿根廷的兩大政黨。該黨的支持階層主要是中產階級。

## 歷史
該黨目前是阿根廷歷史最悠久的政黨，成立於1891年6月26日。
1916年在首次公正的總統大選中獲勝，連續執政直到1930年被軍事政變推翻。1957年分裂为不妥协激进公民联盟和人民的激进公民联盟，其中的不妥协激进公民联盟於1958年在軍方和胡安·庇隆支持下執政。1962年及1966年（此次被推翻的为人民的激进公民联盟政府）再次被軍事政變推翻。
1972年人民的激进公民联盟恢復激進公民聯盟名稱。1983年結束右翼軍政府獨裁統治後，激進公民聯盟在大選中獲勝，主席劳尔·阿方辛任總統，恢復民選的文人政府，並推動阿根廷民主化進程。
過去不論在軍人獨裁時期及庇隆主義正義黨時期，該黨一直是主要的反對黨。該黨的主流常常反對庇隆主義，但也出现过一些支持庇隆主义的派系，如革新委员会激进公民联盟。
激進公民聯盟於1916－1930年，1958－1966年，1983－1989年，1999－2001年及2015－2019年是阿根廷的執政黨。
近年該黨支持度下降，在內斯托·基什內爾領導的正義黨2003年執政，並改組為勝利陣線並領導正義黨轉向左翼後，開始與其他中間派、中間偏右、自由主義和庇隆主義原正義黨內右翼、反對基什內爾政權的政黨組成中間偏右反對派聯盟參與選舉。
2015年與共和國方案組成中間偏右聯盟，支持共和國方案總統候選人馬克里參與總統選舉，最終成功勝出總統選舉，結束14年的在野時期。

## 领导
全國委員會由24個選區的95名代表組成。由全國委員會主席、副主席和若干名委員組成的政治行動委員會為最高領導機構。
全國委員會主席
- (1891–1896) 莱昂德罗·阿莱姆(Leandro N. Alem)
- (1896–1897) 贝尔纳多·德·伊里戈延(Bernardo de Irigoyen)
- (1897–1930) 伊波利托·伊里戈延
- (1930–1942) 马尔塞洛·托尔夸托·德·阿尔维亚尔
- (1942–1946) 加布里埃尔·奥多内(Gabriel Oddone)
- (1946–1948) 爱德华多·劳伦塞纳(Eduardo Laurencena)
- (1948–1949) 罗贝托·帕里(Roberto J. Parry)
- (1949–1954) 圣地亚哥·德尔卡斯蒂略(Santiago H. del Castillo)
- (1954–1957) 阿图罗·弗朗迪西
- (1971–1981) 里卡多·巴尔文(Ricardo Balbín)
- (1981–1983) 卡洛斯·孔廷(Carlos Contín)
- (1983–1991) 劳尔·阿方辛
- (1991–1993) 马里奥·阿尼瓦尔·洛萨达(Mario Aníbal Losada)
- (1993–1995) 劳尔·阿方辛
- (1995–1997) 鲁道夫·特拉尼奥(Rodolfo Terragno)
- (1997–1999) 费尔南多·德拉鲁阿
- (1999–2001) 劳尔·阿方辛
- (2001–2005) 安赫尔·罗萨斯
- (2005–2006) 罗伯托·伊格莱西亚斯
- (2006–) 杰拉尔多·莫拉莱斯